# G-Play
A G-Play Magyarország első g-funk rapzenekara. 1996-ban alapította Diramerján Artin és Tóth András. Két rapper és egy énekesnő felállásban működtek. Énekesnőjük Tihanyi Lívia volt, de a harmadik lemezen közreműködött Baktai Anikó is. Működésük során három lemez jelent meg, majd a Youtube-korszak elindulása után kizárólag dalok megjelenésére koncentrálnak. Első lemezük a Gengszterkorszak (1997), második a Huszanegyedik Század (1999), harmadik a HaRap az élet (2001). Legutolsó daluk a 2017-es Metropolis című hip-jazz dal, melyhez klip is született. Legutolsó koncertjük 2017-ben a 20 éves jubileumon volt. Ebben a dalban is a korábbiakra jellemző társadalomkritikus szövegvilág jelenik meg korunk jellemző témáival. 2018 óta a zenekar nem túl aktív. Kihagyás után először 2020-ban egy átdolgozás dallal jelentkeznek "Minden vagy" címmel, ami a "Mi Gna" örmény rabic dal feldolgozása. Ebben a dalban részt vettek Nelson Szahakjan örmény énekművész, Weber Zsolt popénekes és Kid diyan trap-rapper előadó is. A zenekar jelenleg[mikor?] nem túl aktív, de alapító tagjaik más, főként színházi projektekben most is együtt dolgoznak.